# Regimiento de Caballería 8 (Bolivia)
El Regimiento de Caballería 8 (RC-8) «Braun» Policía Militar es un regimiento del Ejército de Bolivia perteneciente a la Segunda División del Ejército y con base en el municipio de Oruro. Esta unidad proporciona apoyo de seguridad en conflictos internos, apoya la lucha contra el tráfico de ilícitos. En este sentido y desde 2009, integra el Comando Conjunto del Plata. El Regimiento es también un centro de reclutamiento de conscriptos.